# Osiedle Kazimierza Wielkiego (Włocławek)

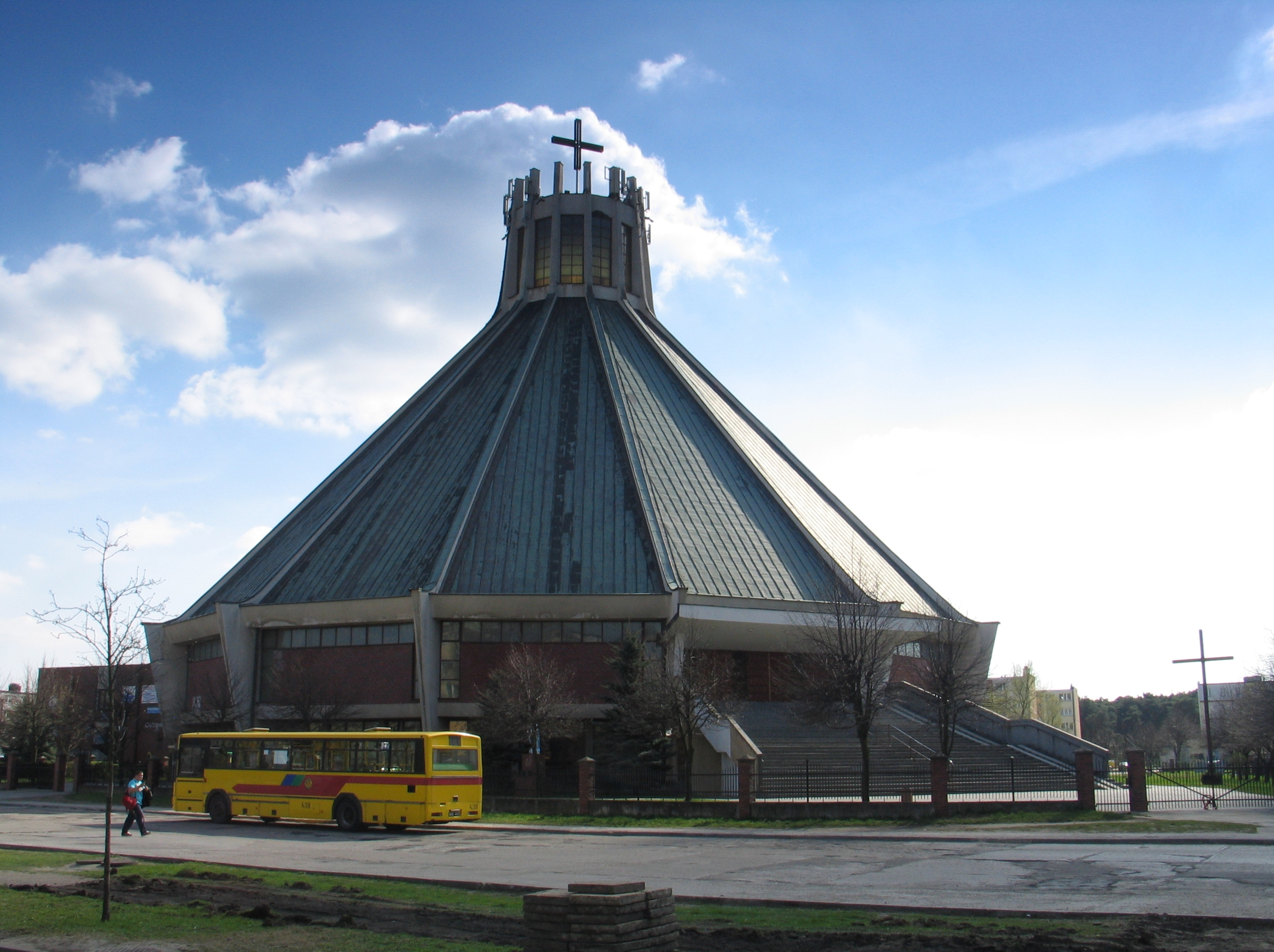
Kościół Najświętszego Serca Jezusowego

Osiedle Kazimierza Wielkiego – włocławskie osiedle mieszkaniowe, znajdujące się na terenie dzielnicy Wschód Mieszkaniowy. Powstało z myślą o pracownikach okolicznych zakładów przemysłowych, wybudowano je w latach 1974–1979.
W strukturze Kościoła katolickiego podlega parafii Najświętszego Serca Jezusowego.

## Statystyki przestępczości
Na Kazimierza Wielkiego odnotowuje się około 15% przestępstw popełnianych we Włocławku, czyli mniej niż na pozostałych blokowiskach Włocławka – Południu i Zazamczu (po 17%).